# Художественный музей Крокера
Художественный музей Крокера (англ. Crocker Art Museum; сокр. CAM) — музей в Сакраменто, Калифорния; один из крупнейших музеев Запада Соединенных Штатов (бывшая картинная галерея E. B. Crocker Art Gallery). В нём представлены работы со времен Золотой лихорадки до наших дней.

## История
В 1869 году банкир и землевладелец Эдвин Крокер (англ. Edwin Bryant Crocker ) и его жена Маргарет (англ. Margaret Crocker) во время длительной поездки в Европу начали собирать коллекцию картин. В 1885 году, будучи вдовой, Маргарет Крокер передала семейную коллекцию, стоимость которой на тот момент оценивалась более чем $500000, городу Сакраменто и ассоциации California Museum Association.
Первоначально музей находился в особняке Эдвина Крокера, который построил местный архитектор Сет Бэбсон (англ. Seth Babson, 1830—1908. Для создания в нем галереи он провел специальные работы, завершившиеся в 1872 году. Это здание считается одной из лучших работ Бэбсона. За время своего существования музей перестраивался и дополнялся. В 1989 году была проведена его основательная модернизация. В 2000 году началась капитальная реконструкция музея компанией Gwathmey Siegel & Associates, закончившаяся в 2002 году. Окончательно обновленный музей был открыт 10 октября 2010 года. Он включал новое здание площадью 125000 квадратных футов (11600 м²), где расположены — новый образовательный центр с четырьмя арт-студиями, помещение для преподавателей, расширенная библиотека, выставочная галерея и зрительный зал, что существенно расширило функциональные возможности музея.